# Universitair Ziekenhuis Antwerpen
Het Universitair Ziekenhuis Antwerpen (UZA) is het universitair ziekenhuis van de Universiteit Antwerpen in Edegem.

## Geschiedenis
In 1972 startte de Universitaire Instelling Antwerpen (UIA) met een doctoraatsopleiding geneeskunde te Antwerpen. Om de studenten hun praktische opleiding te laten volgen werd er samengewerkt met de ziekenhuizen van het Algemeen Kinderziekenhuis te Antwerpen, het Middelheim, Stuivenberg, Sint-Vincentius, Sint-Camillius en Sint-Augustinus. Hier werden voldoende universitaire ziekenhuisbedden gevonden. In 1975 werd de bouw van een universitair ziekenhuis te Antwerpen goedgekeurd.
De officiële eerstesteenlegging vond plaats op 13 september 1976. De bouwgronden gelegen in de groene omgeving op de grens van Edegem en Wilrijk nabij de Drie Eikenstraat waren reeds voorzien voor de bouw van het UIA. De bouw van de verschillende sites werd voltooid in 1979 waarna het ziekenhuis zijn deuren in september opende. Daar het aantal patiënten lager lag dan verwacht kampte het ziekenhuis met financiële problemen. Na enkele politieke ingrepen werd de benodigde financiële hulp ontvangen. De provincie Antwerpen werd hierna gedeeltelijk eigenaar van de gebouwen. De jongste jaren normaliseerde de situatie en tekende het UZA een groei op van de bezettingsgraad. De ambulante activiteiten (raadplegingen) zitten al enkele jaren aan een maximum.
Bij het 25-jarig bestaan van het UZA in 2004 onderging het UZA een facelift. Er kwam een nieuw logo en de baseline 'kennis - ervaring - zorg' werd geïntroduceerd.

## Zorgverlening
Het ziekenhuis voorziet in een breed gamma aan medische diensten. De klemtoon ligt daarbij op kritische zorg en zwaardere pathologieën. Hierdoor is het UZA, in lijn met haar universitair karakter, voor vele patiënten een laatste kans-ziekenhuis.
Luc Beaucourt was urgentiearts op de spoedafdeling van het UZA.

## Opleiding
Het UZA is een belangrijk opleidingsziekenhuis. Dat betekent dat naast het verlenen van specialistische zorg ook de vorming van (para)medici tot de kernopdracht van het UZA behoort.

## Onderzoek
In een universitair ziekenhuis als het UZA houden artsen en zorgverleners zich naast patiëntenzorg ook bezig met eigen klinisch onderzoek en met de ontwikkeling en evaluatie van nieuwe medische technologieën. Dit onderzoek gebeurt in nauwe samenwerking met onderzoekers van de Universiteit Antwerpen.
De jongste jaren kwamen verschillende UZA-artsen in het nieuws met belangrijke innovaties op medisch vlak.
In 2017 ging op de parking van het UZA een klinische proef door met twee poliovaccins in opdracht van het Centrum voor de Evaluatie van Vaccinaties (CEV) van de Universiteit Antwerpen. Daarbij werden twee groepen van vijftien vrijwilligers bij wie de vaccins werden toegediend een maand lang in quarantaine gehouden in een speciaal daarvoor gebouwd containerdorp. Dat containerdorp kreeg de naam 'Poliopolis'. De onderzoeksresultaten werden bekend gemaakt in juni 2019 in het medisch tijdschrift The Lancet. Uit de resultaten bleek dat beide vaccins veilig en immunogeen waren.

## Zorgkwaliteit

### Inspectie
De Zorginspectie van de Vlaamse overheid controleert of de Vlaamse ziekenhuizen de wettelijke normen naleven. De inspecties gebeuren onaangekondigd en focussen zich steeds op een specifiek zorgtraject. Dat is het traject dat een bepaalde groep patiënten zal afleggen in het ziekenhuis. Zo werd in 2013 het chirurgisch zorgtraject onder de loep genomen, waarbij het operatiekwartier, de centrale sterilisatieafdeling, de chirurgische verpleegafdelingen en het chirurgisch dagziekenhuis geïnspecteerd werden. In 2015 werd het internistisch zorgtraject geïnspecteerd, waarbij de spoedgevallendienst, de MUG, de intensievezorgafdeling, de internistische verpleegafdelingen, het niet-chirurgisch dagziekenhuis, de toediening van bloed en bloedproducten, de ziekenhuisapotheek en de medicatiedistributie aan bod kwamen.

### Accrediteringen
- Op 15 augustus 2015 ontving het UZA het JCI-kwaliteitslabel van de Joint Commission International. Daarvoor werden in totaal 1.248 meetbare elementen onder de loep genomen. Omdat het UZA een universitair ziekenhuis is, werd niet enkel naar de patiëntenzorg of de interne beheersprocessen gekeken, maar ook naar de kwaliteit van het onderwijs en het wetenschappelijk onderzoek. Vlaamse ziekenhuizen die kiezen voor een accreditatie, worden door de Zorginspectie vrijgesteld van 'systeemtoezicht' (de controle op het kwaliteitssysteem achter de geleverde zorg).[6]
- Begin 2018 werd het UZA, na de nodige externe audit in december 2017, erkend als supraregionaal traumacentrum door de Deutsche Gesellschaft für Unfallchirurgie (DGU). Deze wetenschappelijke organisatie organiseert sinds 2008 een accrediteringsprogramma voor traumacentra en accrediteert bijna 700 instellingen in België, Duitsland, Luxemburg, Oostenrijk, Nederland, de Verenigde Arabische Emiraten en Zwitserland. Het UZA behaalde deze erkenning als eerste ziekenhuis in Vlaanderen en als tweede in België (na het Luikse CHR de la Citadelle).[7]

## Publicaties
- Het UZA publiceert vier keer per jaar het informatiemagazine magUZA.

## Trivia
- Het UZA fungeerde als buitendecor voor de Vlaamse televisieserie Spoed.